# Willy Kolz
Willy Karl Friedrich Gustav Kolz, mitunter fälschlich: Wilhelm Kolz (* 27. Februar 1887 in Börzow; † 9. Januar 1942 in Rostock) war ein deutscher Pädagoge und Leiter der Hochschule für Lehrerbildung in Rostock.

## Leben
Willy Kolz wurde als Sohn des Landwirts und Inhabers einer Erbpachtstelle Wilhelm Kolz und dessen Frau Elise Marie Luise, geb. Düssler, im westmecklenburgischen Pfarrdorf Börzow geboren. Er besuchte das Realgymnasium Schönberg (Mecklenburg), legte das Abitur am Realgymnasium Bützow ab und studierte in Berlin und Rostock Germanistik, neuere Sprachen und Geschichte. 1910 legte er das Staatsexamen ab und wurde 1913 in Rostock mit einer Arbeit über den westmecklenburgischen Dialekt promoviert. Nach dem Einsatz im Ersten Weltkrieg arbeitete er als Studienrat in Rostock. Von 1926 bis zum Tod 1942 leitete er das Pädagogische Institut bzw. ab 1935 die Hochschule für Lehrerbildung in Rostock, die vor allem Volksschullehrer ausbildete. Von 1929 bis 1934 war Kolz Honorarprofessor für Pädagogik an der Universität Rostock, obwohl er kaum Veröffentlichungen aufwies. Kolz trat zum 1. Oktober 1931 der NSDAP bei (Mitgliedsnummer 700.023) und war damit einer von zwei Parteimitgliedern unter den Rostocker Professoren vor 1933. Zeitweise war er zusätzlich Dozent an der NS-Führer- und Fortbildungsschule des Gaues Mecklenburg-Lübeck. Am 11. November 1933 gehörte er zu den Aufrufern für das Bekenntnis der Professoren an den deutschen Universitäten und Hochschulen zu Adolf Hitler und dem nationalsozialistischen Staat.

## Veröffentlichungen (Auswahl)
- Das Lautsystem der haupttonigen Silben des Westmecklenburgischen Dialekts. Schönberg 1914.